# Vera Cruz (Bahia)
Vera Cruz é um município brasileiro do estado da Bahia. Localiza-se a uma latitude 12º 57' 32" sul e a uma longitude 38º 36' 16”  Oeste, estando a uma altitude de 13 metros, na borda leste da Ilha de Itaparica, que divide a mesma ao norte com o município homônimo à ilha, e a aproximadamente 5,5 quilômetros, no lado oposto da Baía de Todos os Santos, da capital baiana, Salvador.
Vera Cruz é um município essencialmente urbano, frequentado nos finais de semana normalmente pelas classes média e média-alta da capital baiana, das cidades do Recôncavo.
Seu distrito-sede chama-se Mar Grande e está situado na proximidade do litoral da ilha, onde encontram-se a praia de Mar Grande e o terminal marítimo do sistema de lanchas que o liga a Salvador e o restante continental da Região Metropolitana de Salvador.

## Transporte
O lugar é servido pelo transporte marítimo até a capital, numa viagem de trinta e cinco minutos feita por uma rede de lanchas com nomes como "Gal Costa" ou "Cavalo Marinho", com capacidade de em média cento e noventa passageiros. O terminal local é onde atracam as lanchas da travessia Salvador-Mar Grande.
Em 2017 o naufrágio de uma embarcação que transportava vários moradores do povoado causou dezoito mortes e grande comoção; em comunicado à época, o pároco católico do lugar, Arenilton Vilarindo, divulgou uma nota em que dizia "Pessoas que estavam fazendo a travessia para realizar seus compromissos diários foram surpreendidas por essa tragédia. Há momentos na vida que as palavras são insuficientes para explicar tamanha situação. É triste ouvir o choro, o pranto de tantas famílias que perderam seus entes queridos", em referência à viagem feita para a capital do estado; no local todo o comércio cerrou as portas, em luto, e o transporte das lanchas foi suspenso até conclusão do resgate de corpos e perícia.
No lugar o transporte dos passageiros, sobretudo turistas, era feito em serviços de "kombis" (algumas cadastradas, outras clandestinas), que fazem linhas pelo município.

## Impactos do Turismo
O turismo na Ilha de Itaparica foi marcado por uma parcela significativa da população que adota a ilha como segunda residência desde os anos 1970, em grande parte devido à sua proximidade com a capital, Salvador.
No entanto, a região enfrenta desafios significativos, como a identificação da degradação ambiental causada pela disposição inadequada de resíduos sólidos ao longo das margens da  rodovia, nas ruas das vilas e nas praias de Vera Cruz. 

## Educação
A cidade possui 54 escolas, sendo elas municipais, estaduais e particulares. Em 2021, o Índice de Desenvolvimento da Educação Básica (IDEB) para os anos iniciais do  ensino fundamental na rede pública era de 4,7. Para os anos finais do ensino fundamental, não  há dados disponíveis para este período.